# Le Guislain
Le Guislain – miejscowość i gmina we Francji, w regionie Normandia, w departamencie Manche.
Według danych na rok 1990 gminę zamieszkiwało 141 osób, a gęstość zaludnienia wynosiła 26 osób/km² (wśród 1815 gmin Dolnej Normandii Le Guislain plasuje się na 745. miejscu pod względem liczby ludności, natomiast pod względem powierzchni na miejscu 848.).